# سيلبرتي بيوند
سيلبرتي بيوند (بالإنجليزية: Celebrity Beyond)‏ هي سفينة سياحية والتي تملكها وتديرها سيلبرتي للرحلات البحرية. تم بناءها بواسطة شركة شانتيي دو لاتلونتيك في سان نازير، وهي السفينة الثالثة من سفن الشركة في فئة إيدج.

## نبذة
أعلنت مجموعة رويال كاريبيان وهي الشركة الأم المالكة لسيلبرتي للرحلات البحرية في 25 مايو 2016، وقعت مذكرة تفاهم مع شركة أس تي أكس لطلب سفينتين جديدة لتكون ثالث ورابع سفن فئة إيدج. في حوض بناء السفن التابع لشركة شانتيي دو لاتلونتيك في سان نازير.
تم الاحتفال بقطع أول لوح صلب لسيلبرتي بيوند في 28 يناير 2020. وفي أغسطس 2020، تم الإعلان عن تأجيل تسليم السفينة لحوالي 10 أشهر بسبب إغلاق أحواض بناء السفن والتأخير الناجم عن جائحة فيروس كورونا.  واحتفلت الشركة بوضع أول جزء من أجزاء بدن السفينة في 19 نوفمبر 2020 ،  ، وفي 21 أبريل 2022 وصلت السفينة إلى ميناء ساوثهامبتون وذلك لتنطلق في 27 من ذلك الشهر برحلتها الأولى إلى لا روشيل ، وبلباو ، لشبونة ، قادس ، مالقة ، بالما وينتهي إلى برشلونة. 
جُهزت السفينة مثل السفن الأخرى من فئة إيدج، وتضم صالة مكونة من ثلاث طوابق للمشاهدة بمجال رؤية 270 درجة،  والتي تتميز بمنحدر يربط بين الطوابق 5 و 6، بالإضافة إلى مقهى وبار ومكان لتناول الطعام. وزودت سيلبرتي بيوند بما يعرف بمنصة «البساط السحري»، المصمم لمنع اصطدام الهيكل أثناء تثبيتها في الخارج. فيما يمكن استخدام السجادة السحرية كفناء أثناء الإبحار، بالإضافة إلى ذلك ، سيكون هناك منتجع صحي ومركز للياقة البدنية.